# Vâlcănești
Vâlcănești est une commune roumaine du județ de Prahova, dans la région historique de Valachie et dans la région de développement du Sud.

## Géographie
La commune de Vâlcănești est située dans le centre-nord du județ, dans les collines du piémont des Carpates courbes, à 6 km à l'ouest de Vălenii de Munte] et à 28 km au nord de Ploiești, le chef-lieu du județ.
La municipalité est composée des trois villages suivants (population en 1992) :
- Cârjari (789) ;
- Trstioara (575) ;
- Vâlcănești (2 871), siège de la commune.

## Politique et administration
| Période                                  | Période  | Identité      | Étiquette | Qualité |
| ---------------------------------------- | -------- | ------------- | --------- | ------- |
| Les données manquantes sont à compléter. |          |               |           |         |
| 2008                                     | En cours | Adrian Manole | PDL, PNL  |         |

| Parti | Parti                             | Sièges |
| ----- | --------------------------------- | ------ |
|       | Parti social-démocrate (PSD)      | 3      |
|       | Parti national libéral (PNL)      | 8      |
|       | Parti de la Grande Roumanie (PRM) | 2      |

## Religions
En 2002, la composition religieuse de la commune était la suivante :
- Chrétiens orthodoxes, 95,76 % ;
- Adventistes du septième jour, 2,77 % ;
- Chrétiens évangéliques, 1,22 %.

## Démographie
En 2002, la commune comptait 3 888 Roumains (97,34 %) et 106 Tsiganes (2,66 %). On comptait à cette date 1 758 ménages et 2 010 logements.
| 1992  | 2002  | 2007  |
| ----- | ----- | ----- |
| 4 235 | 3 994 | 4 037 |

## Économie
L'économie de la commune repose sur l'élevage, l'agriculture (vergers) et la transformation du bois (scieries).

## Communications

### Routes
La route régionale DJ218 rejoint Cosminele au nord et Dumbrăvești et la vallée de la Teleajen au sud.